# Henric al II-lea de Navara
Henric al II-lea (18 aprilie 1503 – 25 mai 1555) a fost fiul cel mare al lui Ioan al III-lea de Navara și a soției acestuia, Caterina I de Navara, care era sora și moștenitoarea lui Francis Phoebus, rege al Navarei. 

## Biografie
Când Caterina a murit în exil în 1517, Henric a fost proclamat rege al Navarei. Titlul a fost pretins și de Ferdinand al II-lea de Aragon, care a invadat regatul în 1512. Sub protecția regelui Francisc I al Franței, el și-a asumat titlul de rege al Navarei și a fost încoronat la Lescar în ciuda pretenției regelui Ferdinand. 
În 1525, Henric a fost luat prizonier în Bătălia de la Pavia, dar în urma unei deghizări a reușit să scape. În 1526, s-a căsătorit cu Marguerite de Angouleme, sora regelui Francisc I și văduva lui Charles, Duce de Alençon. Henric și Margareta au avut următorii copii:
1. Ioana a III-a de Navara (16 noiembrie 1528–9 iunie 1572)
2. Jean (7 iulie 1530- 25 decembrie 1530)

Prin fiica sa, Henric a devenit bunicul viitorului rege Henric al IV-lea al Franței. Henric al II-lea, care avea o puternică simpatie pentru hughenoți, a murit la Hagetmau la 25 mai 1555.